# ستيوارت آرمسترونغ
ستيوارت آرمسترونغ (بالإنجليزية: Stuart Armstrong)‏ (من مواليد 30 مارس 1992) هو لاعب كرة قدم إسكتلندي محترف، يلعب في مركز خط الوسط لنادي ساوثهامبتون في الدوري الإنجليزي الممتاز، ومنتخب اسكتلندا.
بدأ أرمسترونغ مسيرته الكروية مع دندي يونايتد، فقد ظهر لأول مرة في عام 2010 وظهر فيمَ يقرب من 150 مباراة. انتقل أرمسترونغ إلى نادي سلتيك في فبراير 2015، وساعدهم على الفوز بأربع بطولات للدوري الاسكتلندي للمحترفين، والثلاثية المحلية (الدوري الاسكتلندي، وكأس اسكتلندا، وكأس الدوري الاسكتلندي) مرتين متتاليتين، ثم انتقل بعد ذلك إلى نادي ساوثهامبتون في الدوري الإنجليزي الممتاز في يونيو 2018.
لَعِبَ أرمسترونغ في منتخبي اسكتلندا: تحت 19 عامًا وتحت 21 عامًا، ثم ظهر لأول مرة دوليًا في عام 2017.

## النشأة
وُلد أرمسترونغ في إنفرنيس، وتدرب في أكاديمية هازلهيد في أبردين، جنبا إلى جنب مع زميله فريزر فيفي. نشأ أرمسترونغ وهو يعشق جيانفرانكو زولا.

## مسيرته الكروية

### مسيرته المبكرة
لعب آرمسترونغ لنادي دايس بويز ولنادي إنفرنيس فئة الشباب، قبل توقيع عقد احترافي مع دندي يونايتد في يوليو 2009.

### دندي يونايتد

#### 2010–11
ظهر آرمسترونغ لأول مرة مع فريق دندي يونايتد في نوفمبر 2010، فقد لعب بديلًا وانتهت المباراة بالفوز 1–0 على هاميلتون أكاديميكال. بعد شهرين، في 12 يناير 2011، مرَّر أول تمريرة حاسمة له لدافيد جوودويلي ليسجل الهدف الثاني على نادي ماذرويل، لتنتهي المباراة بفوزهم بنتيجة 2–0. كان آرمسترونغ على مدار بقية الموسم حاضرًا أحيانًا في المباريات، فقد بلغ عدد مرات ظهوره اثنتا عشر مرةً. أشاد المدرب بيتر هوستون بدور أرمسترونغ في المباراة.

#### 2011–12
لعب آرمسترونغ مباراة في 10 ديسمبر 2011 ضد نادي إنفرنيس، مرَّر فيها تمريرةً حاسمةً مزدوجة في الشوط الثاني، وانتهت المباراة بفوزهم بنتيجة 3–2. وقد سجل هدفه الأول لدندي يونايتد عندما تعادلوا 2-2 مع نادي سانت ميرين في ديسمبر 2011. قال آرمسترونغ بعد المباراة إن تسجيل هدفه الأول كان أول تسديدة مناسبة له، بعد اقترابه من تسجيل هدفٍ على نادي إنفرنيس لكن الكرة انحرفت عن مسارها.

#### 2012–13

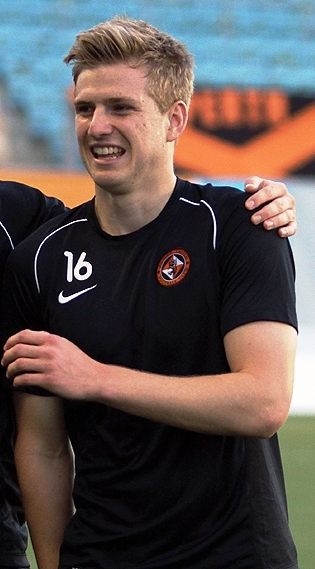
تدريب آرمسترونغ مع نادي دندي يونايتد في 2012

في الموسم التالي، ظهر آرمسترونغ لأول مرةٍ أوروبيًا مع دندي يونايتد في مباراة الإياب في الدور الثالث التأهيلي لبطولة الدوري الأوروبي، والتي انتهت بخسارتهم بنتيجة 5–0 ضد دينامو موسكو. بعد ظهوره ستة مرات هذا الموسم، وافق آرمسترونغ على عقد مدته ثلاث سنوات مع دندي يونايتد في سبتمبر 2012. وقد وقع العقد الجديد في أكتوبر 2012. سجل آرمسترونغ هدفه الأول لهذا الموسم في 24 نوفمبر، وقد فازوا بنتيجة 2-1 على نادي روس كاونتي. مرَّر آرمسترونغ في منتصف ديسمبر، تمريرتين حاسمتين في مباراتين متتاليتين ضدَّ نادي دندي ونادي إنفرنيس. تحصّل آرمسترونغ بعد ظهوره 6 مراتٍ في فبراير على جائزة لاعب الشهر الشاب في الدوري الإسكتلندي الممتاز المقدمة من بنك كليديسدال [الإنجليزية] رُشِّحَ آرمسترونغ لجائزة لاعب العام الشاب المقدمة من اتحاد لاعبي كرة القدم المحترفين الإسكتلنديين، لكنها مُنحت لـلاي غريفيثس. لكنه فاز بجائزة لاعب العام الشاب المقدمة من اتحاد كتاب كرة القدم الاسكتلنديين.

#### 2013–14
كانت بداية آرمسترونغ في الدوري الاسكتلندي الممتاز جيدة، فقد سجَّل أهدافًا ضد نادي هيبرنيان وسانت جونستون. بدأ آرمسترونغ مفاوضات على عقدٍ جديدٍ مع دندي يونايتد، ومدَّد عقده لمدة عام في 12 ديسمبر. أعرب أرمسترونغ عن طموحه للعب في إنجلترا في المستقبل، لكنه قال إنه سعيد بالانتظار حتى يُثَبِّتَ نفسه في الفريق الأول. كان نادي سلتيك مهتما ببعض النجوم الشباب الذين يلعبون لنادي دندي يونايتد في سوق الانتقالات في يناير 2014. نفى مدرب سلتيك نيل لينون هذه الأخبار في وقتٍ لاحقٍ ووصفها «بالتكهنات». رُشح في أبريل 2014 لجائزة لاعب العام الشاب المقدمة من اتحاد لاعبي كرة القدم المحترفين الاسكتلنديين عن الموسم الرياضي 2013–14. واُختير ضمن تشكيلة فريق العام في الدوري الإسكتلندي الممتاز عن الموسم الرياضي 2013–14.

#### 2014–15
سجَّل آرمسترونغ هدفًا واحدًا ومرًّر تمريرة حاسمة ضد نادي كيلمارنوك، ومرَّر تمريرة حاسمة ضد نادي ماذرويل في نوفمبر 2014، وقد فازوا في كلتا المباراتين في الدوري الاسكتلندي الممتاز. وقد سجَّل أيضًا هدفًا في ديسمبر 2014 أمام كلًا من نادي روس كاونتي ونادي سلتيك، وفازوا في كلتا المباراتين، ومرَّر تمريرةً حاسمةً ضد نادي سانت جونستون، لكنهم خسروا المباراة. سجَّل آرمسترونغ في يناير 2015 هدفًا على كل من نادي دندي وهاميلتون أكاديميكال، وتمريرتين حاسمتين على الأول، وتمريرة حاسمة واحدة على الثاني. وسجَّل هدفًا على نادي سانت ميرين. لعب آخر مباراة له مع نادي دندي يونايتد في 31 يناير 2015، فقد هزموا نادي أبردين في نصف نهائي كأس الدوري الاسكتلندي 2014–15. ظهر آرمسترونغ في 150 مباراة، وسجل 22 هدفًا في جميع المسابقات مع دندي يونايتد قبل انضمامه إلى سلتيك.

### سلتيك

#### 2014–15
رفض نادي دندي يونايتد عرضين من نادي سلتيك في يناير 2015 لشراء أرمسترونغ، لكنه انتقل مع زميله غاري ماكاي-ستيفن في 2 فبراير 2015. لم يرغب آرمسترونغ بالانتقال، لكنه قال بأن الأمر متروك للأندية. لم يستطع اللاعبان المشاركة في المباريات المتبقية من كأس اسكتلندا وكأس الدوري الاسكتلندي. لقَّب العاملون في سلتيك آرمسترونغ وماكاي-ستيفن لاحقًا بلقب «زيغ وزاغ».

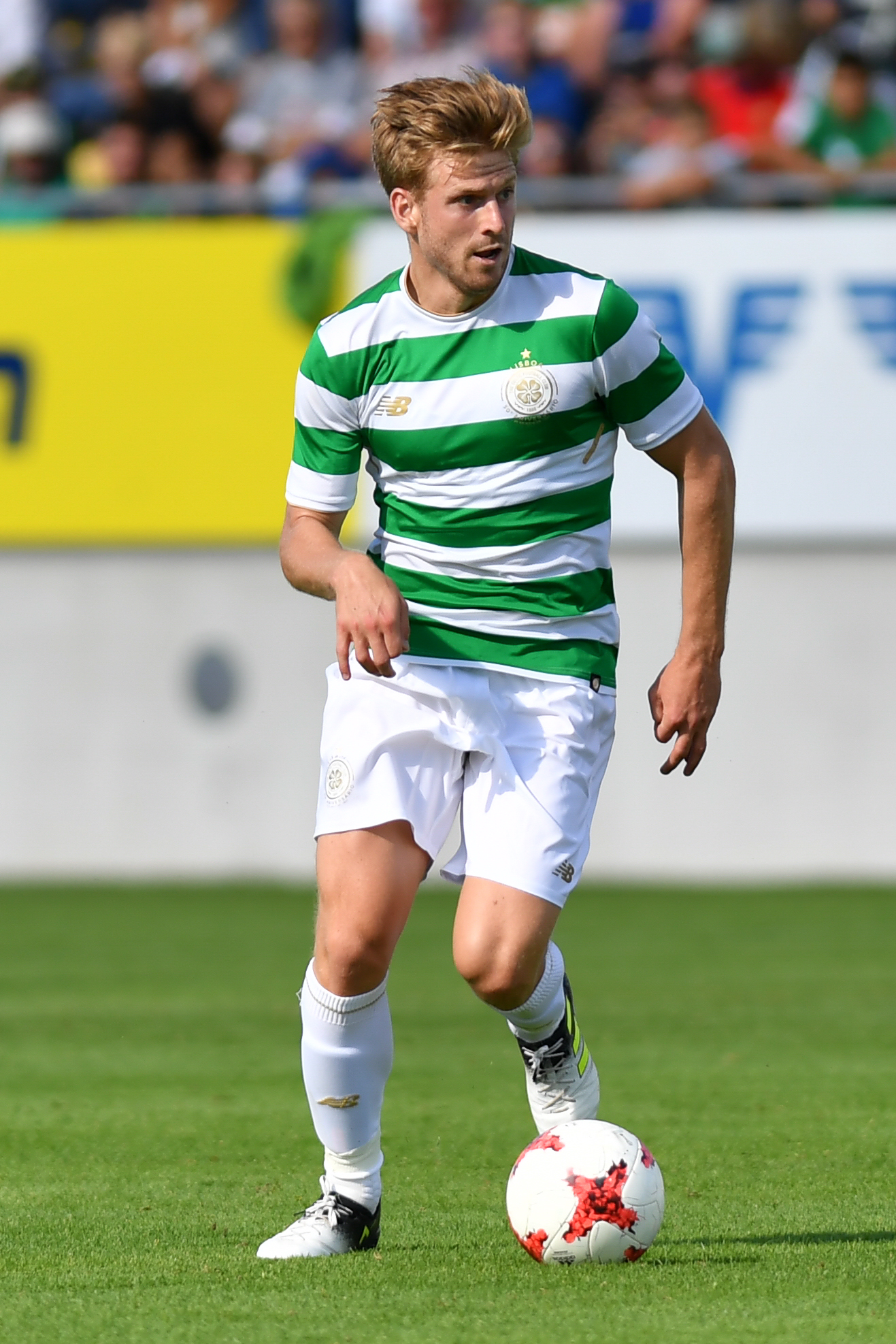
ارمسترونج يلعب لنادي سلتيك عام 2017

سجل أرمسترونج هدفه الأول في مباراته الأولى مع نادي سلتيك ضد نادي بارتيك ثيسل في 11 فبراير 2015، فقد سجل الهدف الثاني بعد أن افتتح زميله غاري ماكاي-ستيفن التسجيل، وقد فازوا بنتيجة 3-0. ظهر إرمسترونغ لأول مرةٍ أوروبيًا مع نادي سلتيك في 19 فبراير 2015، فقد تعادلوا 3-3 مع إنتر ميلان في ملعب سلتيك بارك في بطولة الدوري الأوروبي 2014–15.

#### 2015–16
ظهر آرمسترونغ لأول مرة في موسم 2015-16 في مباراة الذهاب في الدور التأهيلي الثاني لدوري أبطال أوروبا 2015–16، ضد ستيارنان، وقد مرَّر تمريرة حاسمة للهدف الثاني، وانتهت المباراة بفوزهم بنتيجة 2–0 على أرضهم. بدأ تسجيل أولى أهدافه هذا الموسم بهدفين في الشوط الثاني ضد نادي إنفرنيس في 15 أغسطس، وقد فازوا بنتيجة 4-2. مرَّر تمريرات حاسمة في مباريات متتالية في يناير 2016، على أندية دندي يونايتد وهاميلتون أكاديميكال، وقد فازوا على الأخير بنتيجة 8-1، وهو أكبر فوز مسجل بالدوري الاسكتلندي الممتاز منذ تأسيسه في عام 2013. جاء هدفه التالي في الدوري بعد أربعة أيام، فقد هزموا سانت جونستون بنتيجة 3-1.

#### 2016–17
سجل آرمسترونغ 17 هدفًا في جميع المسابقات، وفاز نادي سلتيك بالثلاثية المحلية.

#### 2017–18
فاز سلتيك بالثلاثية المحلية للمرة الثانية على التوالي في موسم 2017-18، لكن آرمسترونغ لم يكمل الموسم بسبب الإصابات. وافق سلتيك في يونيو 2018 على انتقال آرمسترونغ إلى نادي ساوثهامبتون الذي يلعب الدوري الإنجليزي الممتاز مقابل دفع 7 ملايين جنيه إسترليني.

### ساوثهامبتون
وقع آرمسترونغ عقدًا لمدة أربع سنوات مع نادي ساوثهامبتون في يونيو 2018. ظهر آرمسترونغ لأول مرة في الدوري الإنجليزي الممتاز في 12 أغسطس 2018 عندما تعادلوا 0-0 مع نادي بيرنلي. قال آرمسترونغ في نوفمبر 2018 :«إنه لا يفتقد كرة القدم الاسكتلندية». سجل آرمسترونغ الهدف الأول والثاني له في 24 نوفمبر، لكنهم هزموا بنتيجة 3-2 أمام نادي فولهام.
أعلن ساوثهامبتون في 1 يناير 2021 أن آرمسترونغ وقع عقدًا جديدًا معه لمدة ثلاث سنوات ونصف وسيستمر إلى صيف 2024.

## مسيرته الدولية
مثَّل آرمسترونغ إسكتلندا في فئة تحت 19 سنة وتحت 21 سنة. اُستدعيَ وزميله في دندي يونايتد غاري ماكاي-ستيفن في 21 مايو 2013 لمنتخب اسكتلندا لكرة القدم. اِستدعاه المنتخب الوطني مرة أخرى في أغسطس 2015، ومرة أخرى في مارس 2017. لعب أرمسترونغ أول مباراة دولية له في 26 مارس 2017 ضد سلوفينيا، وفازوا بنتيجة 1-0. اُستبعِدَ في سبتمبر 2017 من مباراتين في تصفيات كأس العالم 2018 بسبب الإصابة.
انسحب من تشكيلة إسكتلندا في أكتوبر 2020 في مباراة نصف نهائي ملحق الصعود لبطولة أمم أوروبا 2020 ضد إسرائيل بسبب إصابته بكوفيد-19.
اُختير في مايو 2021 لتشكيلة إسكتلندا التي شاركت في بطولة أمم أوروبا 2020.

## إحصائيات

### الأندية
آخر تحديث المباراة التي لعبت في 23 مايو 2021.
| النادي           | الموسم   | الدوري                    | الدوري    | الدوري  | الكأس     | الكأس   | كأس الدوري | كأس الدوري | أخرى      | أخرى    | المجموع   | المجموع |
| النادي           | الموسم   | الدرجة                    | المباريات | الأهداف | المباريات | الأهداف | المباريات  | الأهداف    | المباريات | الأهداف | المباريات | الأهداف |
| ---------------- | -------- | ------------------------- | --------- | ------- | --------- | ------- | ---------- | ---------- | --------- | ------- | --------- | ------- |
| دندي يونايتد     | 2010–11  | الدوري الاسكتلندي الممتاز | 11        | 0       | 0         | 0       | 0          | 0          | 0         | 0       | 11        | 0       |
| دندي يونايتد     | 2011–12  | الدوري الاسكتلندي الممتاز | 23        | 1       | 3         | 0       | 2          | 0          | 0         | 0       | 28        | 1       |
| دندي يونايتد     | 2012–13  | الدوري الاسكتلندي الممتاز | 36        | 3       | 4         | 0       | 2          | 0          | 1         | 0       | 43        | 3       |
| دندي يونايتد     | 2013–14  | الدوري الاسكتلندي الممتاز | 36        | 8       | 5         | 3       | 2          | 0          | —         | —       | 43        | 11      |
| دندي يونايتد     | 2014–15  | الدوري الاسكتلندي الممتاز | 20        | 6       | 1         | 0       | 3          | 0          | —         | —       | 24        | 6       |
| دندي يونايتد     | المجموع  | المجموع                   | 126       | 18      | 13        | 3       | 9          | 0          | 1         | 0       | 149       | 21      |
| نادي سلتيك       | 2014–15  | الدوري الاسكتلندي الممتاز | 15        | 1       | —         | —       | —          | —          | 2         | 1       | 17        | 2       |
| نادي سلتيك       | 2015–16  | الدوري الاسكتلندي الممتاز | 25        | 4       | 1         | 0       | 2          | 0          | 11        | 0       | 39        | 4       |
| نادي سلتيك       | 2016–17  | الدوري الاسكتلندي الممتاز | 31        | 15      | 4         | 2       | 3          | 0          | 9         | 0       | 47        | 17      |
| نادي سلتيك       | 2017–18  | الدوري الاسكتلندي الممتاز | 27        | 3       | 1         | 0       | 3          | 1          | 10        | 1       | 41        | 5       |
| نادي سلتيك       | المجموع  | المجموع                   | 98        | 23      | 6         | 2       | 8          | 1          | 32        | 2       | 144       | 28      |
| نادي ساوثهامبتون | 2018–19  | الدوري الإنجليزي الممتاز  | 29        | 3       | 1         | 1       | 2          | 0          | —         | —       | 32        | 4       |
| نادي ساوثهامبتون | 2019–20  | الدوري الإنجليزي الممتاز  | 30        | 5       | 3         | 0       | 1          | 0          | —         | —       | 34        | 5       |
| نادي ساوثهامبتون | 2020–21  | الدوري الإنجليزي الممتاز  | 33        | 4       | 5         | 1       | 0          | 0          | —         | —       | 38        | 5       |
| نادي ساوثهامبتون | المجموع  | المجموع                   | 92        | 12      | 9         | 2       | 3          | 0          | —         | —       | 104       | 14      |
| الإجمالي         | الإجمالي | الإجمالي                  | 316       | 53      | 28        | 7       | 20         | 1          | 33        | 2       | 397       | 63      |

1. ↑  يشمل كأس اسكتلندا، كأس الاتحاد الإنجليزي
2. ↑  يشمل كأس الدوري الاسكتلندي، كأس رابطة الأندية الإنجليزية المحترفة
3. 1 2  عدد مرات الظهور في الدوري الأوروبي
4. ↑  ظهر 6 مرات في دوري أبطال أوروبا، و5 مرات الدوري الأوروبي
5. 1 2  عدد مرات الظهور في دوري أبطال أوروبا

### دولية
آخر تحديث المباراة التي لعبت في 22 يونيو 2021.
| المنتخب الوطني | السنة   | المباريات | الأهداف |
| -------------- | ------- | --------- | ------- |
| إسكتلندا       | 2017    | 4         | 1       |
| إسكتلندا       | 2018    | 7         | 0       |
| إسكتلندا       | 2019    | 8         | 1       |
| إسكتلندا       | 2020    | 3         | 0       |
| إسكتلندا       | 2021    | 6         | 0       |
| المجموع        | المجموع | 28        | 2       |

اعتبارًا من المباراة التي لعبت في 22 يونيو 2021. تعرض أهداف إسكتلندا أولًا، يشير عمود ترتيب الهدف إلى النتيجة بعد كل هدف من أهداف آرمسترونغ.
| ت. | التاريخ        | المكان                           | المباراة | الخصم      | ترتيب الهدف | النتيجة | المنافسة                     | مصدر   |
| -- | -------------- | -------------------------------- | -------- | ---------- | ----------- | ------- | ---------------------------- | ------ |
| 1  | 1 سبتمبر 2017  | ملعب إل إف إف، فيلنيوس، ليتوانيا | 3        | ليتوانيا   | 1–0         | 3–0     | تصفيات كأس العالم 2018       | [ 81 ] |
| 2  | 13 أكتوبر 2019 | هامبدن بارك، غلاسكو، اسكتلندا    | 18       | سان مارينو | 6–0         | 6–0     | تصفيات بطولة أمم أوروبا 2020 | [ 82 ] |

## ألقاب
سلتيك
- الدوري الاسكتلندي الممتاز: 2014–15، 2015–16، 2016–17، 2017–18
- كأس اسكتلندا: 2016–17، 2017–18
- كأس الدوري الاسكتلندي: 2016–17، 2017–18[84]

فردية
- لاعب الشهر الشاب (الدوري الإسكتلندي الممتاز): فبراير 2013[15]
- لاعب شهر سبتمبر 2012: أكتوبر 2012[85]
- لاعب العام الشاب (اتحاد كتاب كرة القدم الاسكتلنديين): 2012–13[18]
- تشكيلة فريق العام (الدوري الإسكتلندي الممتاز): 2013–14،[26] 2014–15،[26] 2016–17[86]

## حياته الشخصية
كان آرمسترونغ يدرس في عام 2014 للحصول على شهادة في القانون منَ الجامعة المفتوحة [الإنجليزية] في أوقات فراغه.

## روابط خارجية
- ستيوارت ارمسترونغ على موقع الاتحاد الدولي (مؤرشف)  (الإنجليزية)
- ستيوارت ارمسترونغ على موقع الاتحاد الأوربي (الإنجليزية)
- ستيوارت ارمسترونغ على موقع الاتحاد الإسكتلندي (الإنجليزية)
- ستيوارت ارمسترونغ على موقع الدوري الأمريكي (الإنجليزية)
- ستيوارت ارمسترونغ على موقع قاعدة بيانات كرة القدم.إي يو (الإنجليزية)
- ستيوارت ارمسترونغ على موقع ناشيونال فوتبول تيمز (الإنجليزية)
- ستيوارت ارمسترونغ على موقع Soccerbase.com (لاعب) (الإنجليزية)
- ستيوارت ارمسترونغ على موقع Soccerway.com (الإنجليزية)
- ستيوارت ارمسترونغ على موقع عالم كرة القدم.نت (الإنجليزية)
- ستيوارت ارمسترونغ على موقع AS.com (الإسبانية)